# Iserhatsche

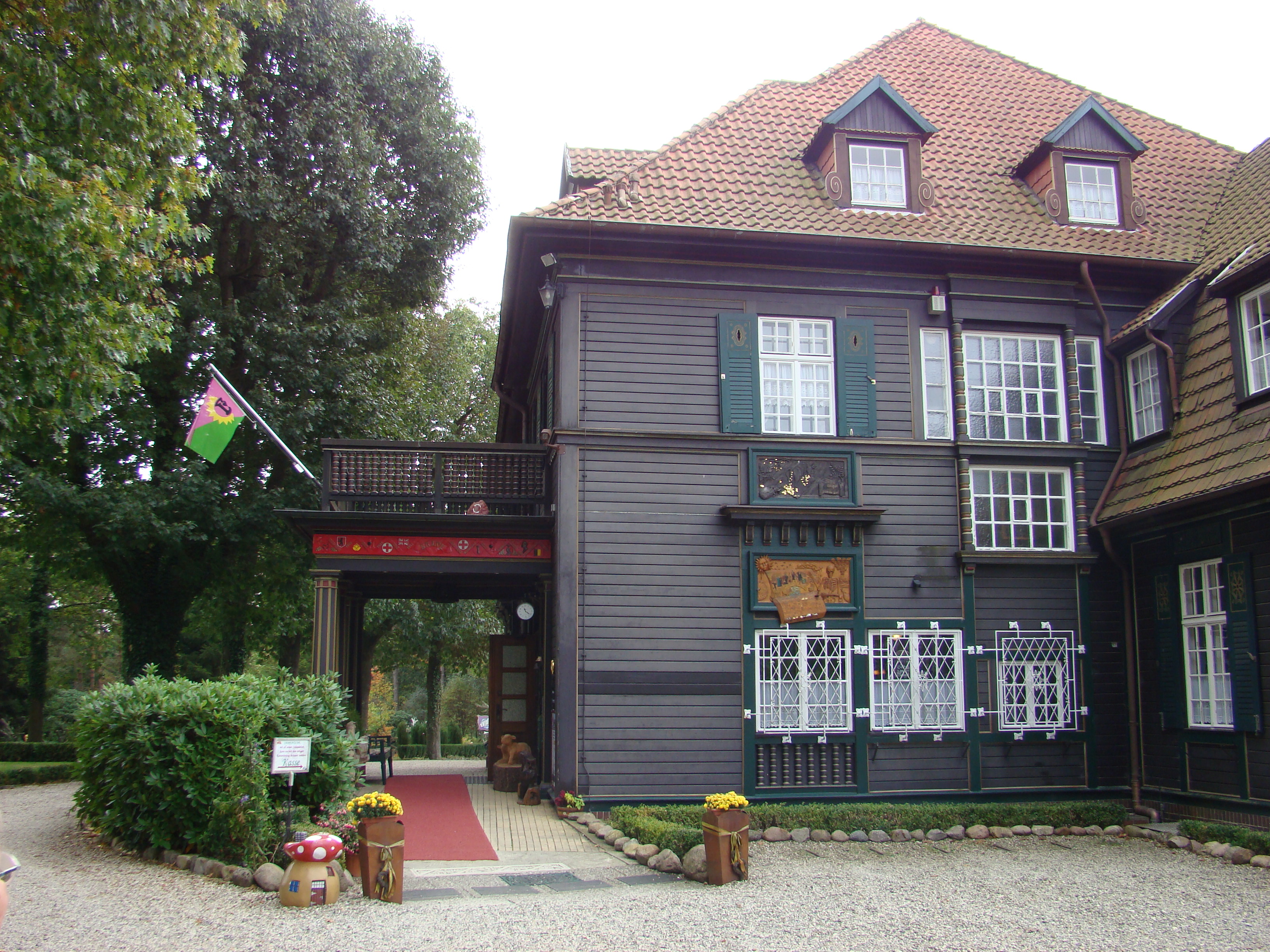
Jagdvilla Iserhatsche (2009)

Iserhatsche ist ein Landschaftspark in der Gemeinde Bispingen in der Lüneburger Heide. Der 23 ha große Park wurde durch den heutigen Eigentümer Uwe Schulz-Ebschbach umgestaltet und neben der Jagdvilla um einige Sehenswürdigkeiten erweitert.

## Geschichte

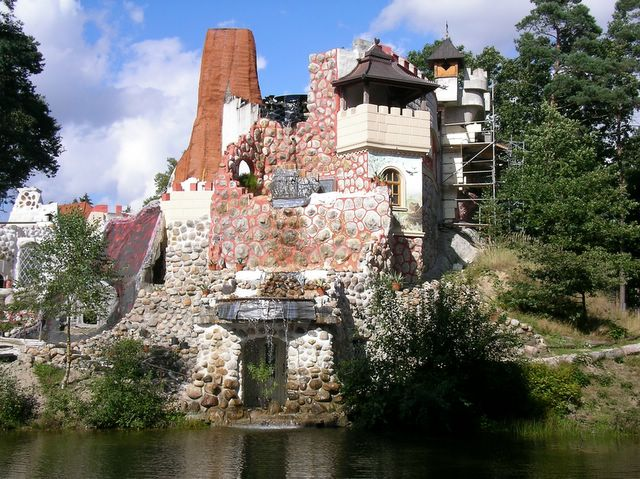
Montagnetto Iserhatsche (2004)

Der Berliner Stahlbau-Unternehmer Ernst Noelle kaufte in Bispingen ein Areal von 230.000 m² und taufte das Anwesen auf den Namen Iserhatsche. Iserhatsche war der Kosename, den ihm seine Mutter gegeben hatte, und kommt aus dem Plattdeutschen, wo er so viel wie ‚Eisenherzchen‘ bedeutet. Noelle entdeckte 1910 auf der Weltausstellung in Brüssel eine Villa, die von der Wolgaster Häuserbaugesellschaft gefertigt und dort ausgestellt wurde. Er kaufte die Villa für seinen Jagdsitz, und somit wurde die Villa das erste Fertighaus in der Lüneburger Heide. Der Aufbau der Villa in Bispingen wurde 1913 abgeschlossen. Noelle starb 1916 und das Haus ging durch mehrere Hände; 1929 kaufte die Familie Reemtsma das Anwesen, nach kurzer Zeit wurde daraus ein Erholungsheim für Mitarbeiter.
Die Jagdvilla wurde 1940 von der Wehrmacht beschlagnahmt und als Lazarett genutzt. Vom 5. Dezember 1944 bis Mai 1946 soll dort unter anderem die Ärztin Ingeborg Wetzel (NS-Kindermörderin) gelebt haben. In der Folgezeit wurde die Villa Ausweichkrankenhaus der Eppendorfer Kliniken. Die Familie Reemtsma wandelte die Villa 1962 in ein Landschulheim für Berliner Kinder um. Der heutige Eigentümer Uwe Schulz-Ebschbach übernahm das Anwesen 1986.
Schulz-Ebschbach begann 1989 den Umbau der Jagdvilla, unter anderem mit der Erschaffung eines Biedermeier-Zimmers und dem Diana-Sanssouci-Zimmer. Zur gleichen Zeit baute er den Montagnetto. Im Montagnetto befinden sich ein kunstvoller Saal, ein offizielles Standesamt, eine Brotbackgrotte und weit über 100 Sammlungen mit vielen Guinness-Weltrekorden. 2003 wurde Iserhatsche der Öffentlichkeit zugänglich gemacht.

## Sehenswürdigkeiten

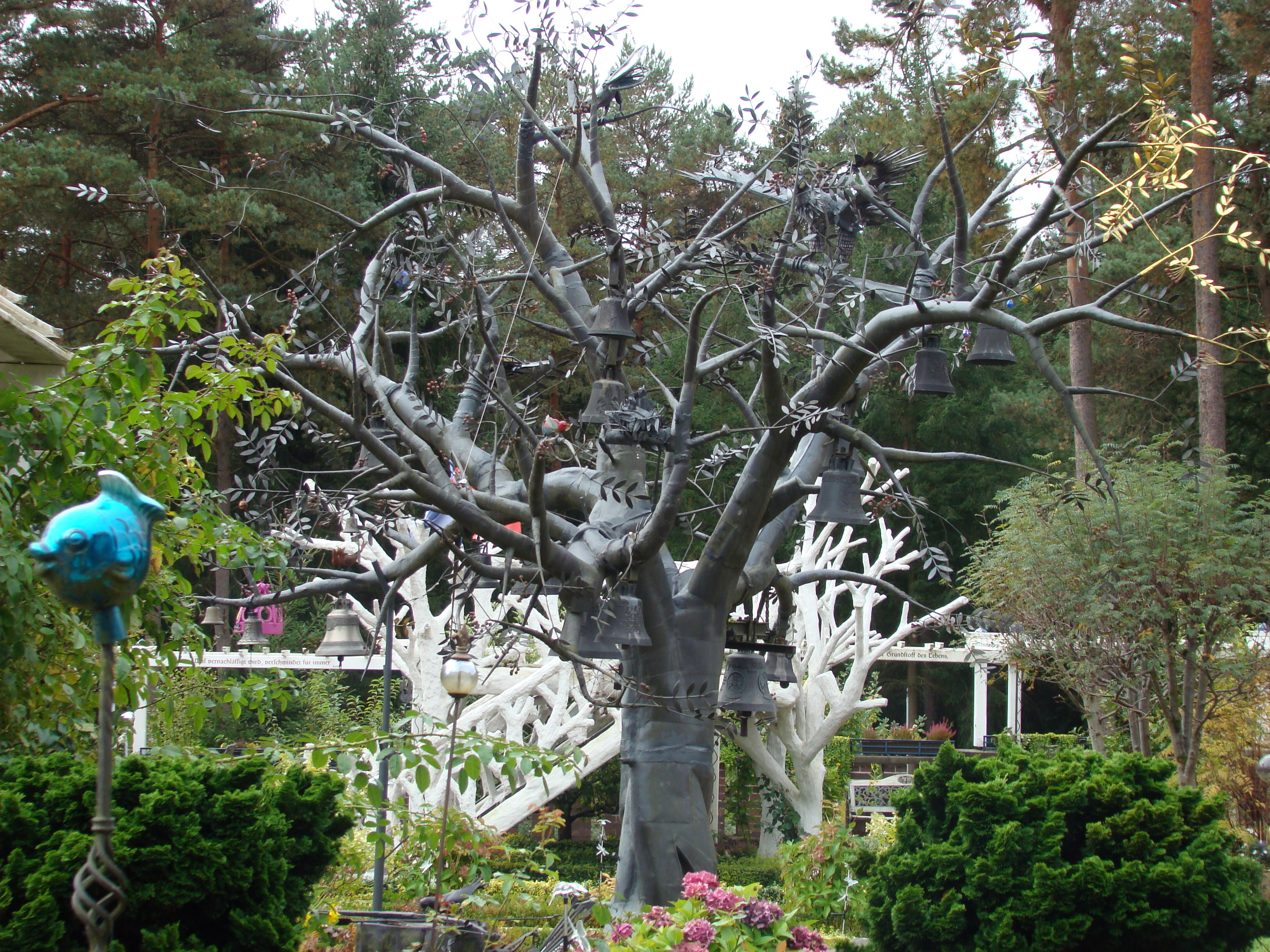
Ebereschen-Eisen-Glocken-Baum (2009)

### Jagdvilla
Die Jagdvilla Iserhatsche wurde 1913 für Ernst Noelle erbaut.

### Montagnetto
Das wohl interessanteste Bauwerk auf Iserhatsche ist der Montagnetto. Es handelt sich hierbei um eine Miniaturdarstellung eines kleinen Schlosses im italienischen Stil, eingebunden in ein terrassiertes Seensystem. Die Besonderheit ist ein eingebauter Vulkan, den man durch eine elektronische Schaltung betätigen kann. Im Innern des Burgbergs befindet sich ein Festsaal für bis zu hundert Personen, der für Hochzeiten, Feiern oder feierliche Veranstaltungen genutzt wird.

### Philosophischer Barocker Eisenpark
Der rekonstruierte und rekultivierte Barockgarten, mit Werken des Berliner Bildhauers und Malers W. O. Hengstenberg, trägt den Namen Philosophischer Barocker Eisenpark.